# 영평 (십국)
영평(永平, 911년 ~ 915년)은 전촉(前蜀) 고조(高祖) 왕건(王建)의 두번째 연호이다. 5년 가량 사용하였다.

## 개원
- 무성(武成) 3년 12월 25일[1](911년 1월 28일)에 연호를 영평(永平)으로 정하고, 다음 해 1월 1일[2](911년 2월 2일)에 개원함.[3][4][5]

- 영평(永平) 5년 12월 21일[6](916년 1월 28일)에 연호를 통정(通正)으로 정하고, 다음 해 1월 1일[7](916년 2월 6일)에 개원함.[8][4][5]

## 연대 대조표
| 영평       | 원년                           | 2년        | 3년                 | 4년            | 5년                 |
| 서기(西紀) | 911년                          | 912년      | 913년               | 914년          | 915년               |
| 간지(干支) | 신미(辛未)                     | 임신(壬申) | 계유(癸酉)          | 갑술(甲戌)     | 을해(乙亥)          |
| 후량(後梁) | 개평(開平) 5년 건화(乾化) 원년 | 2년        | 3년 봉력(鳳曆) 원년 | 건화(乾化) 4년 | 5년 정명(貞明) 원년 |
| 오월(吳越) | 천보(天寶) 4년                 | 5년        | -                   | -              | -                   |

## 참고 자료
- 다른 왕조의 같은 연호
  - 후한(後漢) 영평(永平, 58년 ~ 75년)
  - 서진(西晉) 영평(永平, 291년)
  - 북위(北魏) 영평(永平, 508년 ~ 512년)
  - 고창국(高昌國) 영평(永平, 549년 ~ 550년)
  - 이위(李魏, 이밀) 영평(永平, 617년 ~ 618년)

- 중국의 연호 목록